# 圣艾智德堂 (特热邦)
圣艾智德圣母堂（捷克語：Kostel svatého Jiljí a Panny Marie Královny）是一座罗马天主教教堂，供奉圣艾智德和圣母玛利亚，位于捷克特热邦马萨里克广场（Masarykovo náměstí）附近。
这座哥特式教堂拥有56米高的钟楼，在原奥斯定会修道院建筑群中占据主导地位。奥斯定会修道院成立于1367年，曾是捷克南部领先的教育和艺术中心之一。修道院与教堂的建造同时开始。
教堂与城堡相连，一直延伸到马萨里克广场。通过修道院和廊桥，贵族在弥撒时可以方便地进入。
该堂拥有著名的哥特式圣母像，可追溯到公元1400年。

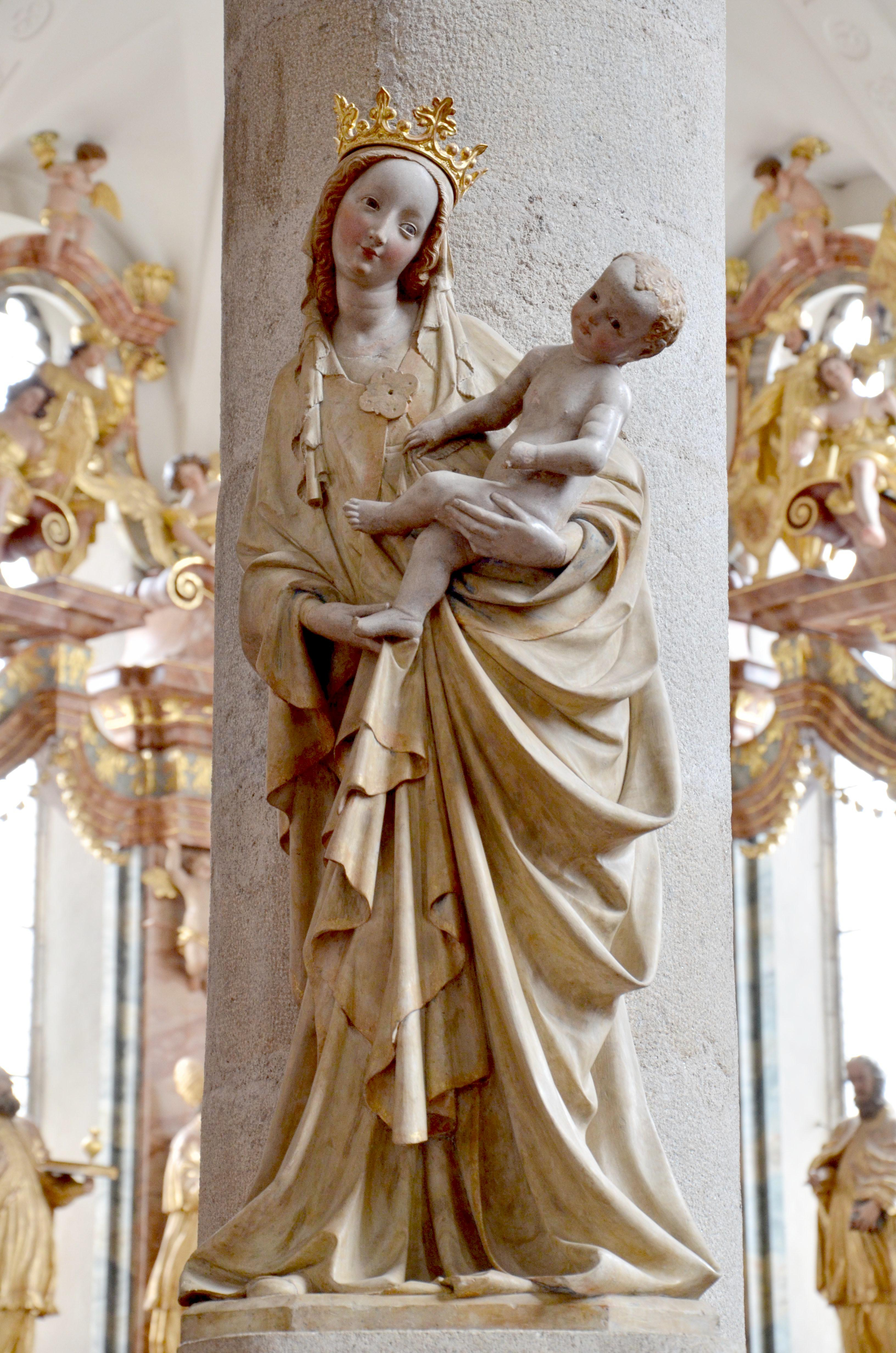
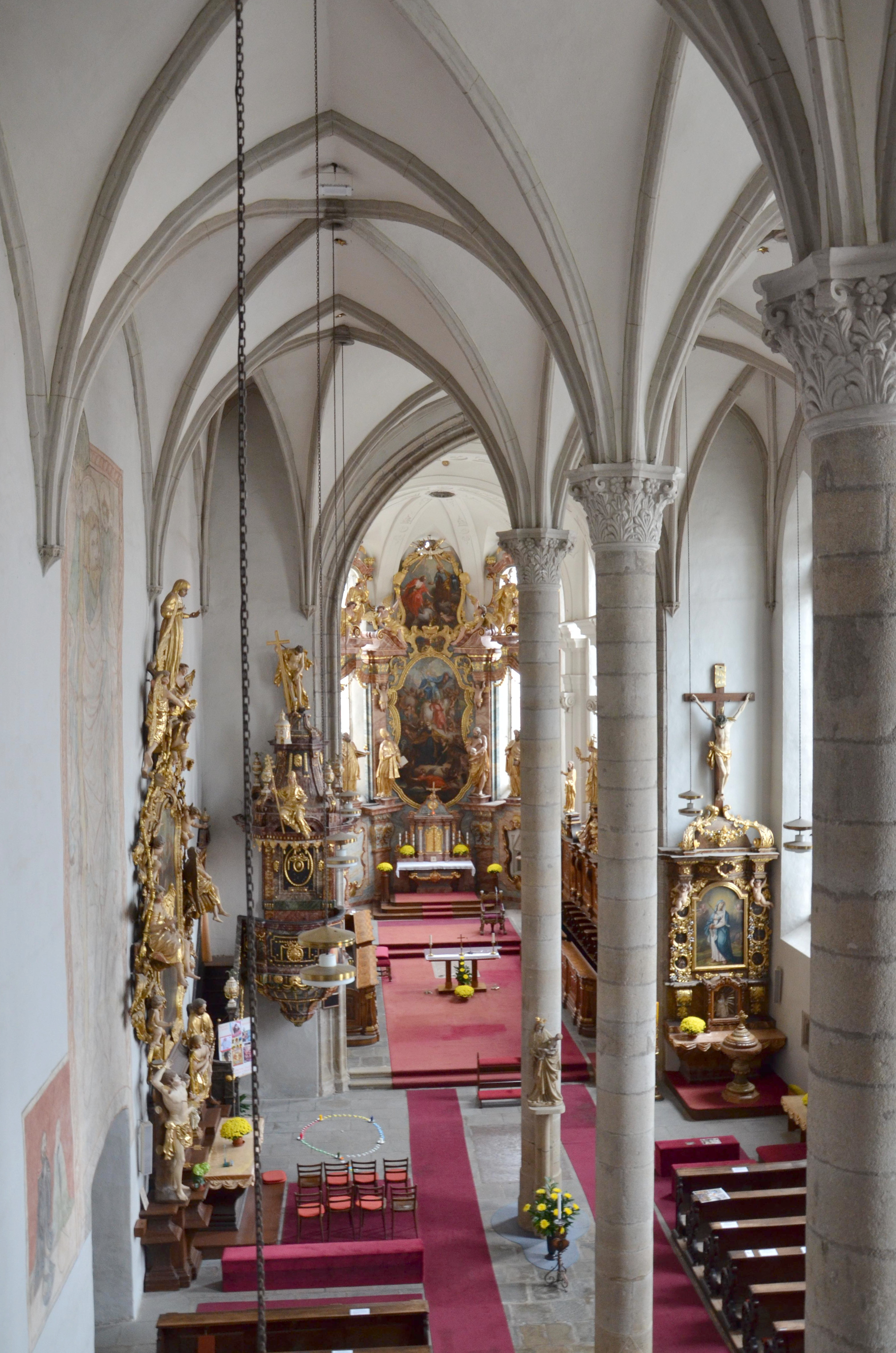
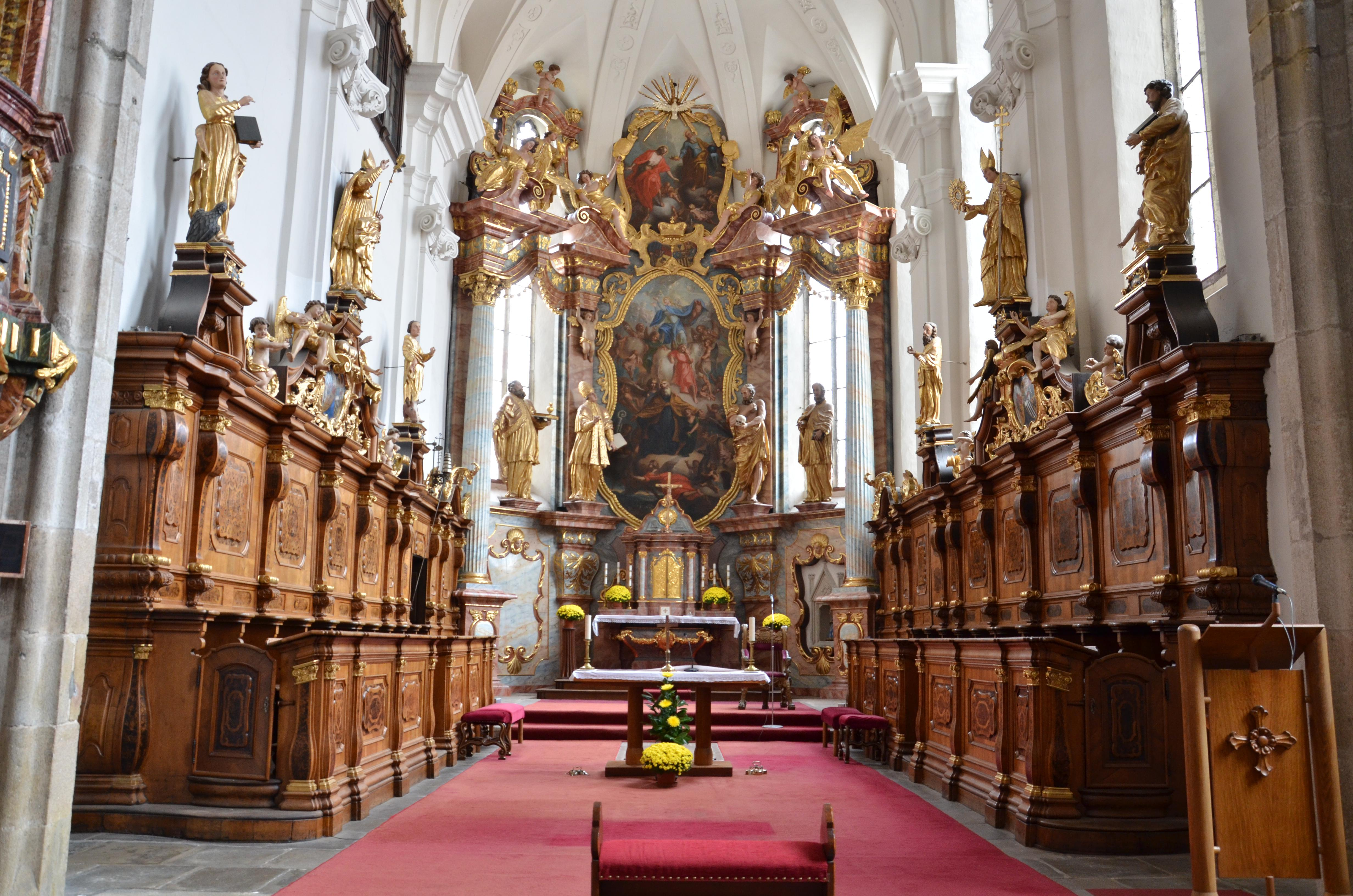
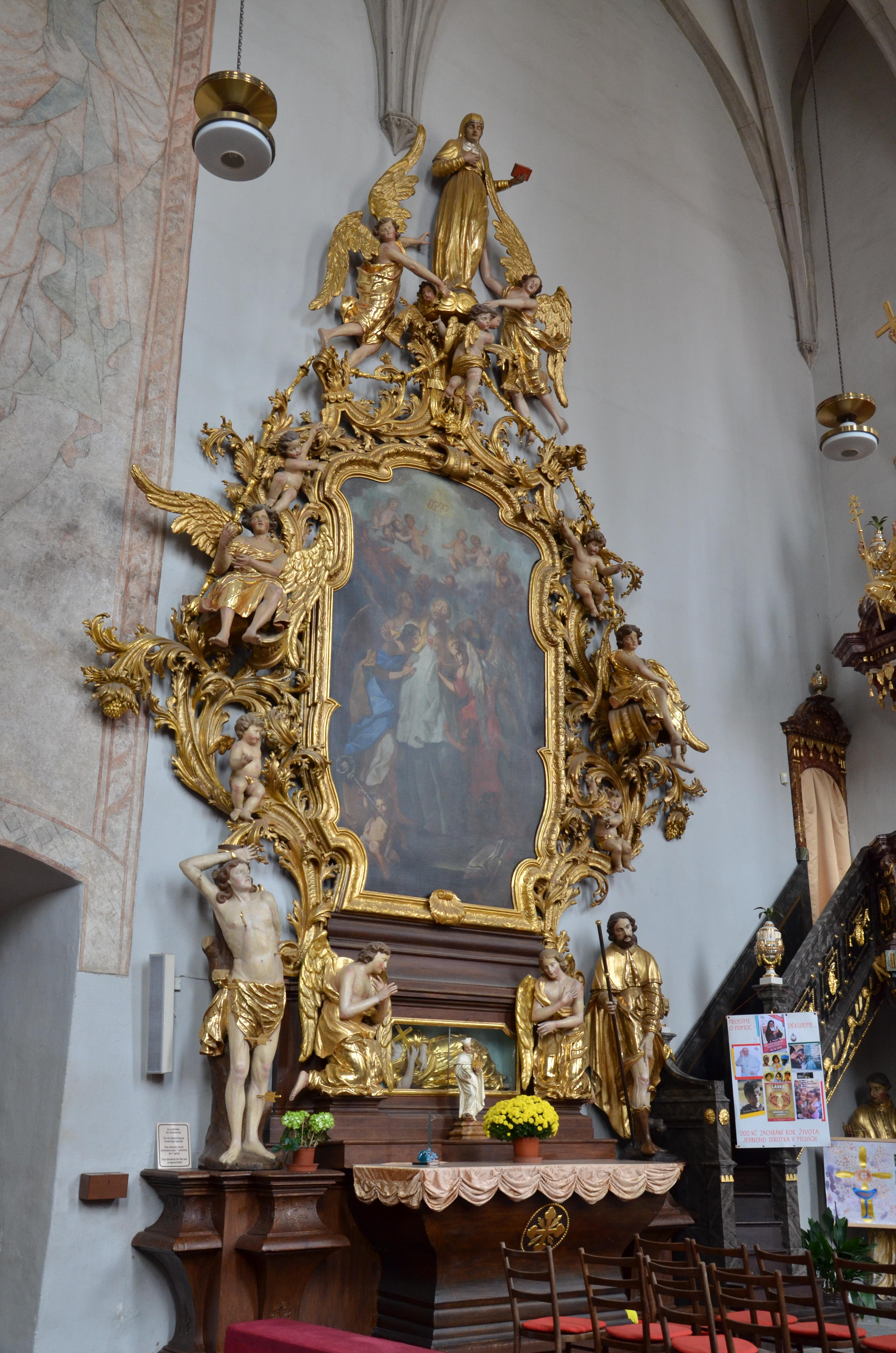